# William Spence
William Spence (c. 1783 - 6 de enero de 1860) fue un economista y entomólogo británico. Su Introducción a la entomología, compuesta de cuatro volúmenes y coescrita con William Kirby, fue muy influyente.

## Biografía
Spence nació en Bishop Burton en East Riding of Yorkshire, siendo el mayor de los cuatro hijos del granjero Robert Spence. Fue aprendiz de los comerciantes y armadores Carhill, Greenwood & Co., pero poco más se sabe sobre sus primeros años, excepto que a la edad de diez años estaba al cuidado de un clérigo que le enseñó botánica. Se casó con Elizabeth Blundell en Hull el 30 de junio de 1804 y muy pronto apoyó a su hermano Henry para establecer la exitosa compañía de óleos y pinturas Blundell Spence. Fue el padre del artista y marchante de arte William Blundell Spence.
Se interesó en la entomología cuando tenía 22 años e inmediatamente comenzó una correspondencia con el destacado entomólogo William Kirby. Juntos escribieron Introducción a la entomología, publicado en cuatro volúmenes entre 1815 y 1826, el primer libro sobre entomología escrito en inglés. Spence también publicó unas 20 obras adicionales dedicadas a la entomología.
En 1833 fue uno de los fundadores de la Sociedad de Entomólogos de Londres, convirtiéndose en su presidente en 1847. Fue nombrado 'Miembro Honorario Inglés' de la Sociedad Entomológica, al mismo tiempo que Kirby fue nombrado Presidente Honorario Vitalicio. Fue elegido miembro de la Royal Society en abril de 1834.
Además de su labor como entomólogo, Spence fue un economista reconocido de la primera mitad del siglo XIX, publicando en 1822 Tracts on Political Economy Viz (Londres: Hurst, Rees, Orme y Brown), donde abordó múltiples cuestiones como la agricultura en Gran Bretaña o el comercio de las Indias Orientales. Asimismo, fue el primer editor de un periódico de Hull, el Hull Rockingham. Hay un busto suyo de Marochetti en el museo de Hull.